# Beagle-Konflikt
Der Beagle-Konflikt war eine Auseinandersetzung zwischen Argentinien und Chile von 1904 bis 1984 über Gebietsansprüche im Beagle-Kanal.
Während der spanischen Kolonialzeit war das Gebiet um Patagonien und Feuerland von europäischer Besiedelung nahezu unberührt geblieben und die geographischen Details an der Südspitze Amerikas waren auch nach den Unabhängigkeitsbestrebungen der südamerikanischen Länder ab 1810 noch unklar. So wurde der Beagle-Kanal erst 1829 auf einer Vermessungsreise der Beagle entlang der südamerikanischen Ostküste bis zur Inselwelt rund um Feuerland von Robert FitzRoy entdeckt.
Die anfängliche Einigung der beiden jungen südamerikanischen Staaten auf die kolonialen Verwaltungsgrenzen ließ daher vieles unklar. Chile und Argentinien schlossen 1881 einen Grenzvertrag, um den Grenzverlauf vom Norden bis nach Feuerland definitiv zu regeln. Doch Argentinien blieb mit dem Erreichten unzufrieden.
Die Schwierigkeiten der Grenzmarkierung und die daraus resultierenden Auseinandersetzungen erreichten im Jahr 1978 ihre gefährlichste Phase, als Argentinien das Urteil eines gemeinsam aufgerufenen internationalen Tribunals für null und nichtig erklärte und am 22. Dezember 1978 den Befehl zur militärischen Besetzung der Inseln gab. Die Krise wurde durch Vermittlung von Papst Johannes Paul II. im selben Jahr entschärft. Eine Einigung erreichten die beiden Länder allerdings erst am 2. Mai 1985. Seitdem werden die lange umstrittenen drei Inseln Lennox, Picton und Nueva am Ostende des Beagle-Kanals auch von Argentinien als chilenisch anerkannt.
Die argentinische Kriegsandrohung von 1978 ist einer der Gründe der Unterstützung Chiles für das Vereinigte Königreich während des Falklandkrieges.

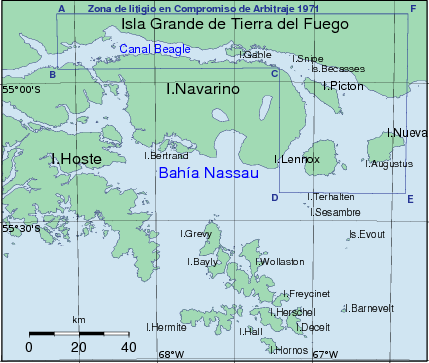
Die Inseln südlich des Beagle-Kanals

## Von der Kolonialzeit bis zum Vertrag von 1881
Während der Kolonialzeit und gleich nach der Unabhängigkeit Argentiniens und Chiles von der spanischen Krone blieb die südlichste Region Amerikas von neuen Siedlern unbewohnt. Nur indianische Ureinwohner lebten in dieser Region.
Der spanische König Philipp II. unternahm 1584 den Versuch, diese Region zu besiedeln, um so eine Inbesitznahme durch andere europäische Mächte zu verhindern. Dieser Versuch endete kläglich. Nur einer der Bewohner konnte vor dem Verhungern gerettet werden. Fortan wurde diese gescheiterte Gründung Puerto del Hambre genannt.
Während der Kolonialzeit wurden die administrativen Grenzen jedes der Verwaltungszentren der spanischen Krone in Amerika festgelegt, aber auf Grund der fehlenden geographischen Kenntnisse über die weit entfernten und unbewohnten Regionen konnten diese nur in allgemeiner Form angegeben werden. Außerdem bestand für den Besitzer dieser Territorien, den König von Spanien, keine Notwendigkeit, sie alle genau und systematisch zu begrenzen. In der Tat wurde der Beagle-Kanal erst 1829 von Robert FitzRoy entdeckt und nach dem Schiffsnamen Beagle benannt.
Als Chile und Argentinien unabhängige Staaten wurden, gingen beide Seiten vom Prinzip des Uti possidetis aus: Jeder sollte das behalten, was das (entsprechende) frühere spanische Verwaltungszentrum besaß. Nachdem sich zunächst in Chile allmählich eine stabile Regierung etablieren konnte, kümmerte sich diese um seine Südgrenze und gründete im Jahr 1843 die Siedlung „Fuerte Bulnes“, später nach Punta Arenas umgesiedelt, am Nordufer der Magellanstraße. Vier Jahre später protestierte die argentinische Regierung gegen diesen Akt.

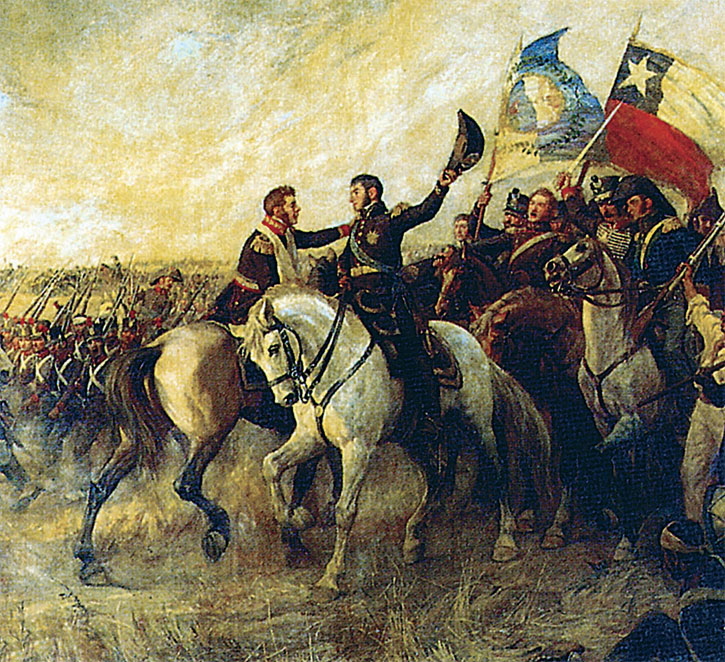
Die Umarmung von Maipú. Die nationalen Unabhängigkeitshelden José de San Martín von Argentinien und Bernardo O’Higgins von Chile umarmen sich nach dem Sieg über die royalistische Armee in der Schlacht von Maipú. Beide Länder teilen Sprache, Kultur, Religion, Geschichte und auch familiäre Bande.

Zu dieser Zeit befand sich Argentinien in einem Zustand interner Kämpfe um die Macht zwischen Unitariern und Föderalisten.
Als sich mit der Zeit die Probleme der Grenzbestimmung häuften, wurde 1855 zwischen beiden Staaten ein Grenzvertrag geschlossen, in dem die Grundlagen zur Lösung der Probleme festgelegt wurden, aber nicht die Probleme selbst gelöst. Deren Lösung wurde vertagt. Die wichtigsten Punkte des Vertrags waren:
- Die Grenzen sollen nach dem Uti-possidetis-Prinzip bestimmt werden.
- Wenn keine Übereinkunft gefunden wird, soll ein Vermittler beauftragt werden.
- Probleme sollen friedlich gelöst werden.

Als Argentinien 1876 begann, nach der Vertreibung der Ureinwohner seine südlichen Regionen zu besiedeln, wuchsen die Spannungen mit Chile nochmals. Beide Länder konnten aber nach langen Bemühungen am 23. Juli 1881 einen Grenzvertrag abschließen. Dieser ist bis heute gültig und legt die Grenze zwischen beiden Ländern fest:
- (Art.I) Vom Norden bis zum 52. Breitengrad verläuft die Grenze „über die höchsten Berggipfel …, die die Gewässer teilen“
- (Art. II) Bestimmt die Grenze der nördlichen Region der Magellanstraße als eine Ost-West-Linie, etwa vom Punta Dungeness bis zu dem Punkt, den Art. I regelt.
- (Art.III) betrifft Feuerland und die Inseln um Feuerland: Ausgehend vom Kap Espiritu Santo auf 52 Grad 40 Minuten südlicher Breite verläuft die Grenzlinie nach Süden auf 68 Grad 34 Minuten[3] westlicher Länge „bis zum Berühren des Beagle-Kanals“ (hasta tocar el Canal beagle). Über die umliegenden Inseln sagt der Vertrag, dass die Staateninsel und der umliegende Archipel Argentinien gehören sollen, dazu noch „… and the other islands there may be on the Atlantic to the east of Tierra del Fuego and of the eastern coast of Patagonia“. Zu Chile sollen gehören „… all the islands to the south of the Beagle Channel up to Cape Horn, and those there may be west of Tierra del Fuego“.

## Die Gültigkeit des Vertrages von 1881

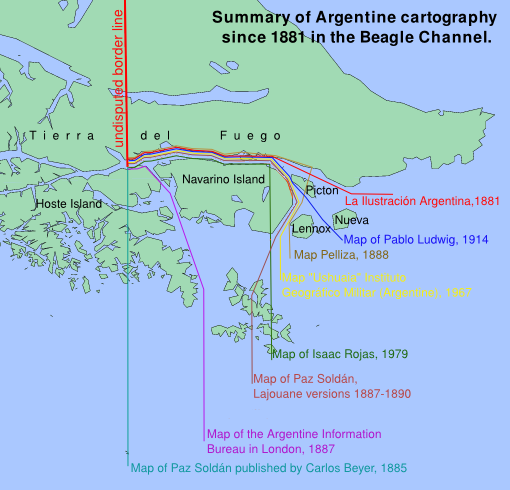
Zusammenfassung argentinischer Kartographie seit 1881 im Beagle-Kanal. Die benannten Karten können im Artikel Beagle-Kartographie ab 1881 angesehen werden.

Gleich nach dem Vertrag von 1881 wurde dieser sowohl in Argentinien als auch in Chile dahingehend interpretiert, dass die drei Inseln Lennox, Picton und Nueva zu Chile gehören.
Diese Auffassung ist durch argentinische, chilenische und andere Kartografen belegt. Carlos Escudé und Andrés Cisneros in ihrem Werk Historia general de las relaciones exteriores de la República Argentina meinen zu diesem Thema:

«De acuerdo con una serie de fuentes, la actitud de la clase política argentina parece haber coincidido, entre 1881 y 1902, con la interpretación del tratado de 1881 que tienen los chilenos y que luego adoptarían la Corte Arbitral y el Papa en la cuestión del Beagle. En otras palabras, que la intención de los signatarios del tratado de 1881 fue la de otorgar las islas a Chile.»

„Mehrere Quellen stimmen darin überein, dass zwischen 1881 und 1902 die argentinische politische (herrschende) Klasse den Grenzvertrag von 1881 anscheinend auf dieselbe Weise interpretierte wie die Chilenen und später auch das (gemeinsam aufgerufene) Tribunal und der Papst in der Frage des Beagle-Kanals. Anders gesagt, die Absicht der Vertragsunterzeichner war es, die Inseln Chile zuzusprechen.“

Auch der argentinische Hauptvertreter in der chilenisch-argentinischen Kommission zur Grenzziehung nach dem Vertrag vom 1881, Francisco P. Moreno, hielt die argentinische Position für unbegründet. In einem Memorandum an den britischen Botschafter in Buenos Aires 1918 sah er eine Niederlage für seine Regierung voraus, sollte diese die Inseln weiter beanspruchen:

«No atino a explicarme por qué el Gobierno argentino pretende hoy soberanía sobre las islas Picton, Nueva, Lennox, etc., fundándose en los tratados vigentes, es decir, en el de 1881 y en el protocolo de 1893, cuando el primero de ellos lo invalida para tal pretensión y el segundo nada tiene que ver con la demarcación en el canal de Beagle. Insisto: la mención en el Tratado de 1881, con excepción de la isla de los Estados, le hará perder un pleito tan malamente planteado … También repetiré que la excepción que hace el Tratado de 1881 con la isla de los Estados, que reconoce como argentina, no permite poner en duda la propiedad chilena de las tierras situadas tanto al sur de la isla de la Tierra del Fuego como al sur del canal de Beagle.»

„Ich kann mir nicht erklären, warum die argentinische Regierung heute die Souveränität über die Inseln Picton, Nueva, Lennox, usw., auf der Grundlage der geltenden Verträge, das heißt, des Vertrages von 1881 und des Zusatzprotokolls von 1893, beansprucht, obwohl der erste sie zu dieser Bestrebung unfähig macht und der zweite nichts mit der Grenzziehung am Beagle-Kanal zu tun hat. Ich wiederhole: Die Erwähnung im Vertrag von 1881, mit Ausnahme der Staateninsel, wird [die argentinische Regierung] den so schlecht angefangenen Streit verlieren lassen … Ich muss auch wiederholen, dass die Ausnahme, die der Vertrag vom 1881 mit der Staateninsel macht, als er sie Argentinien zuspricht, nicht erlaubt, an der chilenischen Zugehörigkeit der Ländereien südlich sowohl von der Insel Feuerland als auch vom Beagle-Kanal, zu zweifeln.“

Die chilenische Kartographie zeigte konstant und kontinuierlich die drei Inseln als chilenisches Territorium.
Im Laufe der Zeit begann man, sich mehr für die Inseln zu interessieren, und 1904 bat Argentinien Chile zum ersten Mal darum, einen Kompromiss in dieser Frage zu finden.
Es wurde mehrfach versucht, auf direktem, bilateralen diplomatischen Weg eine Lösung für diese Frage zu finden, aber obwohl sich einige schwere Zwischenfälle (beispielsweise der Snipe-Zwischenfall 1958 oder der Quidora-Zwischenfall) ereigneten, konnten die Parteien zu keiner Übereinkunft gelangen.

## Internationales Schiedsgericht 1971–1977
1971 einigten sich Chile und Argentinien, den Disput einem internationalen Schiedsgericht zu unterbreiten. Der Report and Decision of the Court of Arbitration bestätigte Chiles Souveränität auf allen Inseln südlich von Feuerland und die auf internationalem Recht basierende Seehoheit. Diese reichte bis tief in den Atlantik und lief damit den Bestrebungen Argentiniens zuwider (vor allem seiner nationalistischen Kreise), als regionale Macht anerkannt zu werden.

## Die direkten Verhandlungen

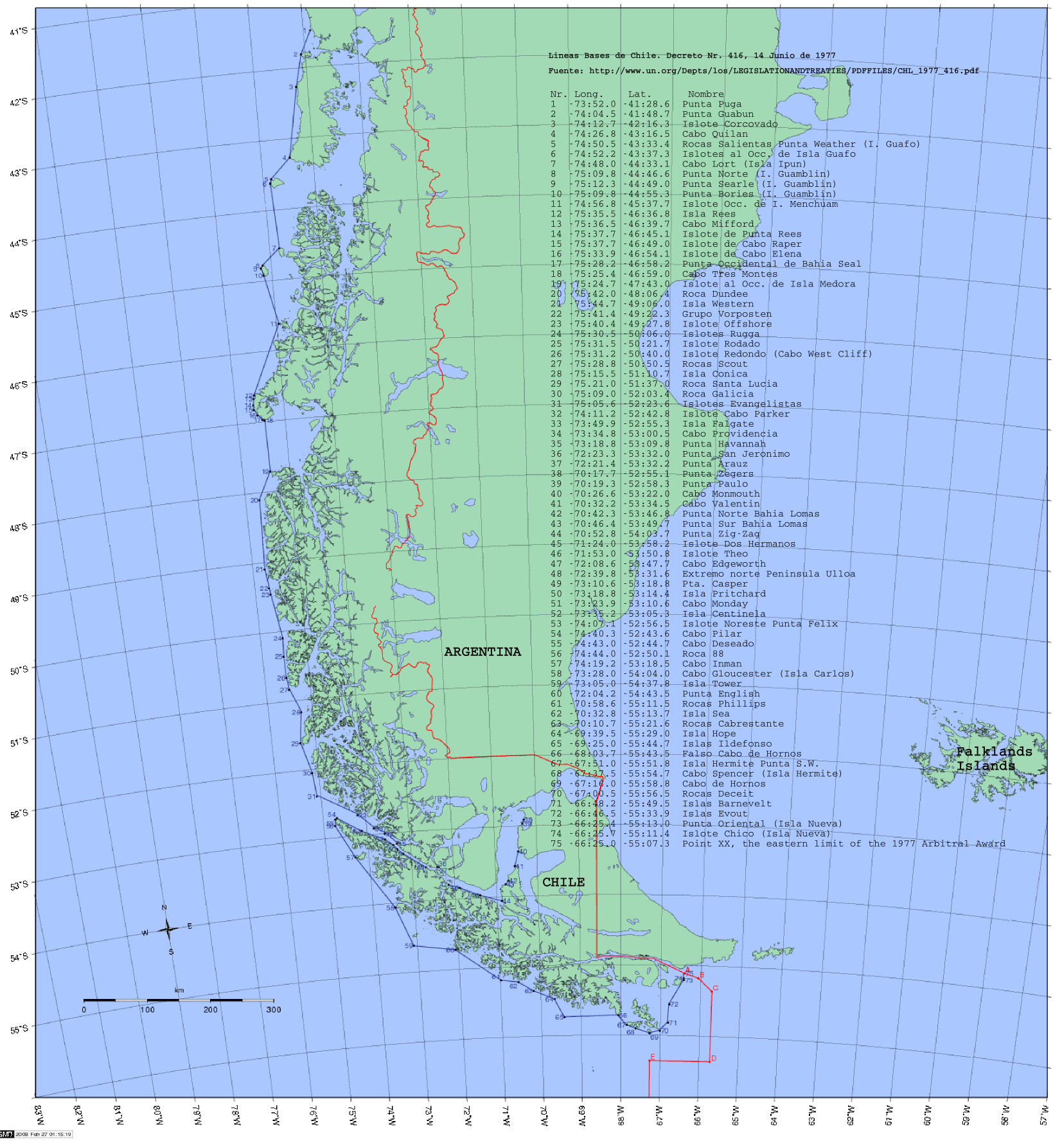
Karte mit den chilenischen Basislinien in Patagonien und Feuerland

Chile erkannte das Urteil noch am Tag der Verkündung an und ließ es durch das Dekret n°416 am 14. Juli 1977 in Form von Basislinien in chilenisches Recht umsetzen.
Am 25. Januar 1978 erklärte Argentinien das Urteil für nichtig. Argentinien gab mehrere Gründe an, um die Ablehnung zu rechtfertigen, aber eine Revision des Urteils forderte es nicht. Dadurch beging Argentinien einen Bruch des Völkerrechts. Parallel zu verstärkten Kriegsvorbereitungen versuchten beide Regierungen durch direkte Verhandlungen, einen für beide Seiten tragbaren Kompromiss zu erreichen, aber die Gespräche blieben erfolglos.

## Die Operation Soberania
Ab der Nichtigkeitserklärung übte Argentinien militärischen Druck auf Chile aus, um eine Änderung des Status quo zu erzwingen.
Vom argentinischen Generalstab wurde eine Operation geplant, welche die militärische Besetzung der umstrittenen Inseln und auch den Einmarsch in Chile zum Ziel hatte. Am 5. Oktober 1978 wurden in Argentinien die Reservisten mobilisiert.
Am 22. Dezember 1978 begann Argentinien die Operation Soberanía mit der Absicht, die Inseln militärisch zu besetzen; wenige Stunden später wurde der Befehl jedoch zurückgezogen und die päpstliche Vermittlung angenommen.

## Die Vermittlung des Papstes
Nur das päpstliche Vermittlungsangebot konnte die Junta in Buenos Aires in letzter Minute davon abhalten, einen Krieg zu beginnen. Am 8. Januar 1979 erreichte die päpstliche Vermittlung die Unterzeichnung der Akte von Montevideo, welche die unmittelbare Kriegsgefahr bannte.

### Der Falklandkrieg
In Argentinien verschärfte sich die innenpolitische Lage dermaßen, dass die Regierung Galtieri um ihr Überleben kämpfte. Am 30. März 1982 fand in Buenos Aires die bis dahin größte Demonstration gegen die Militärregierung, gegen die Lohnpolitik und für die Menschenrechte statt.
Am 2. April 1982 besetzte Argentinien die Falklandinseln und löste damit den Falklandkrieg mit Großbritannien aus. Die argentinischen Pläne sahen vor, nach einer erfolgreichen Einnahme der Falklandinseln die Inseln südlich des Beagle-Kanals ebenfalls militärisch zu erobern. Diese Pläne wurden von der Regierung in Chile zumindest für möglich gehalten. Wieder wurden Streitkräfte an die Grenze zu Argentinien verlegt, die Argentinier ihrerseits postierten starke Truppen an der Grenze zu Chile.
Chile hatte vor dem Falklandkrieg die Rechte Argentiniens auf die Falklandinseln unterstützt. Es tat es weiterhin, enthielt sich aber zusammen mit den USA, Kolumbien und Trinidad und Tobago bei der Abstimmung über die Anwendung des TIAR (die militärische Unterstützung für ein amerikanisches Land im Falle einer Aggression vorsah) der Stimme. Die formale Begründung war, dass Argentinien der Resolution 502 der Vereinten Nationen nicht nachgekommen war, aber es war offenkundig, dass Argentinien Chile schon lange als Feind betrachtete. Das Schiff Piloto Pardo der chilenischen Marine beteiligte sich trotzdem an der Rettung der Schiffbrüchigen des Kreuzers General Belgrano.
Großbritannien bekam aus Chile während des Krieges Informationen über die argentinischen militärischen Aktivitäten im Süden des Landes. Diese Informationen waren wichtig, aber nicht ausschlaggebend für den Sieg der Briten.
Am 14. Juni 1982 kapitulierten die argentinischen Truppen auf den Falklandinseln.

### Die Rückkehr zur Demokratie und die Volksbefragung in Argentinien
Bei der Präsidentschaftswahl am 30. Oktober 1983 wurde Raúl Alfonsín im ersten Wahlgang mit 51,75 % der Stimmen zum Präsidenten gewählt. Alfonsíns ehrgeizigstes außenpolitisches Ziel war es, den Beagle-Konflikt zu beenden. Um den Vorwurf des Ausverkaufs der nationalen Interessen zu entkräften, ließ er am 25. November 1984 eine Volksbefragung zu der bis dahin ausgehandelten Lösung für den Beagle-Konflikt durchführen. Eine Volksbefragung war in der Verfassung Argentiniens nicht vorgesehen; Alfonsín maß dem Ergebnis nur konsultativen Wert bei.
| Alternative             | Stimmenanteil [%] |
| ----------------------- | ----------------- |
| Ja zum Papstvorschlag   | 81,13             |
| Nein zum Papstvorschlag | 17,24             |
| Nullstimmen             | 1,10              |

## Der Friedens- und Freundschaftsvertrag
Der Vertrag beinhaltet eine maritime Grenzziehung, ein Regelwerk zur Lösung von zwischenstaatlichen Kontroversen, legt Schifffahrtsrechte fest und präzisiert die Grenze an der Magellanstraße. Außerdem schließt er jede Beeinträchtigung der Rechte beider Staaten auf die Antarktis durch diesen Vertrag aus.

## Konsequenzen
In Chile blieben der Vertragsbruch und die akute Bedrohung durch einen Angriffskrieg seitens der argentinischen Regierung im Gedächtnis eingeprägt. In Argentinien war er ein Vorläufer des Falklandkrieges.
Folgen dieser Ereignisse waren:
- Die gesteigerten Ausgaben für den Waffenkauf, die mit Sicherheit einen Grund für die wirtschaftlichen Probleme darstellten, in die beide Staaten verwickelt waren.
- Seine Außenpolitik führte Argentinien in den Falklandkrieg.
- Die Intervention Chiles in einem fremden Krieg.
- Die Festigung zweier Militärdiktaturen.
- Generationen von Nachbarn, die in Abneigung und Furcht zueinander aufgewachsen sind.

Nach dem Falklandkrieg ordnete Argentinien seine Außenpolitik neu und verzichtete auf Gewalt als Mittel zur Lösung zwischenstaatlicher Kontroversen. Auf dieser Grundlage konnten beide Staaten ihre Probleme friedlich beilegen.
- Argentinien bekam den größten Teil der nach dem Völkerrecht den Inseln zugewiesenen Meeresgebiete (die im Laudo Arbitral Chile zugesprochen worden waren).
- Beide Staaten tauschten Seefahrtsrechte aus.
- Argentinien erkannte den Laudo Arbitral von 1977 und damit die chilenische Hoheit über die damals umstrittenen Inseln an.

Als Erbe des Konflikts blieben bis heute von der chilenischen Marine angelegte Minenfelder auf einigen der damals umstrittenen Inseln. Als Unterzeichner der Ottawa-Konvention hat sich Chile verpflichtet, diese Minenfelder zu räumen.
Der damalige Andenpass Paso Puyehue wurde umbenannt in Paso Internacional Cardenal Antonio Samoré zur Erinnerung an die Person, die so viel zur Lösung des Konflikts beigetragen hat. Es ist der zweitwichtigste Andenpass zwischen beiden Staaten.